# فرودگاه دیلن کاونتی
فرودگاه دیلن کاونتی (به انگلیسی: Dillon County Airport) یک فرودگاه همگانی بهره‌برداری هوایی با کد یاتا DLL است که یک باند فرود آسفالت دارد و طول باند آن ۹۱۴ متر است. این فرودگاه در کشور ایالات متحده آمریکا قرار دارد و در ارتفاع ۴۱ متری از سطح دریا واقع شده‌است.